# Aleksandr Knajfel

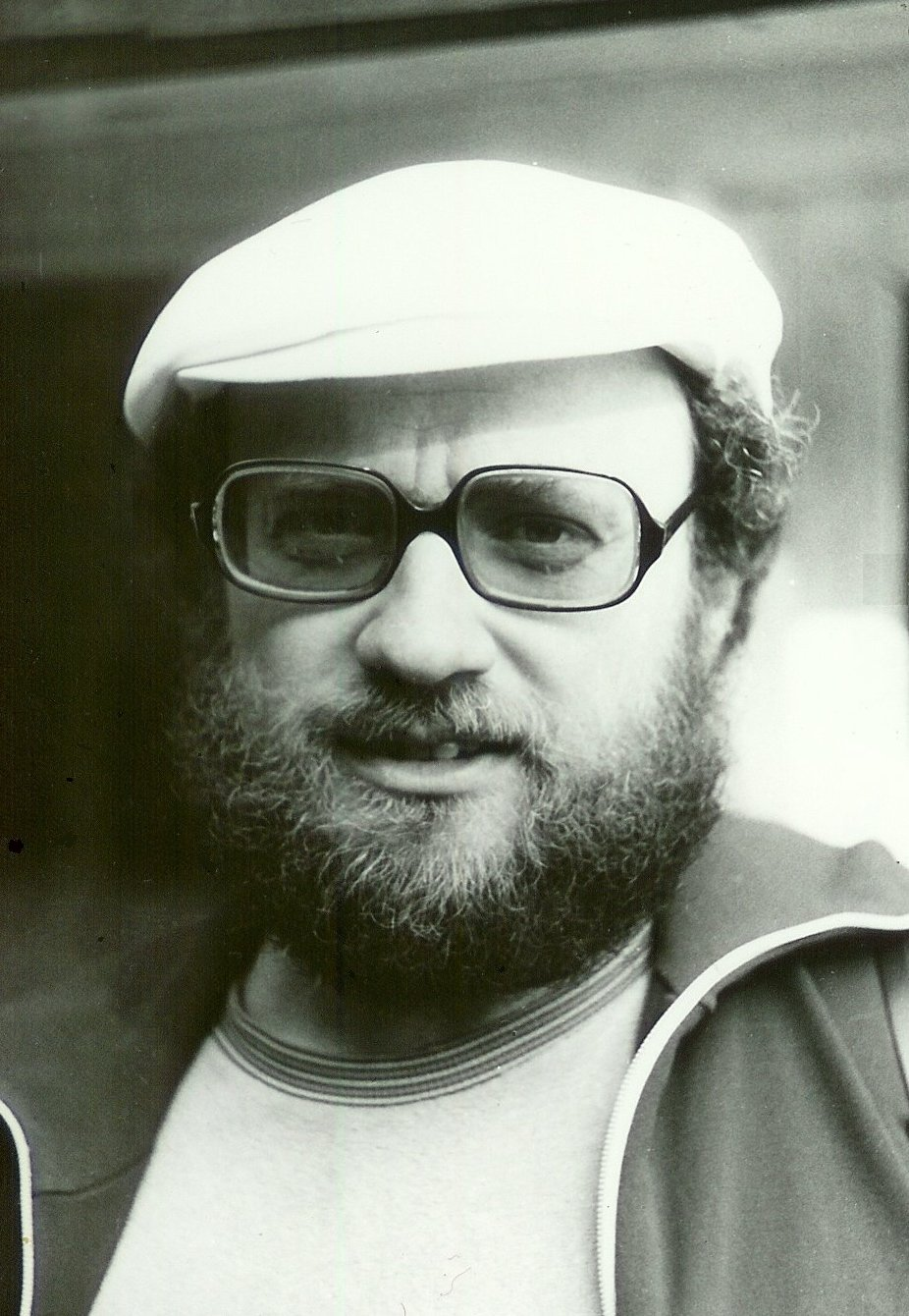
Aleksandr Knajfel

Aleksandr Aronovitsj Knajfel (Russisch: Александр Аронович Кнайфель) (Tasjkent, 28 november 1943 – Sint-Petersburg, 27 juni 2024) was een Russisch componist en cellist. Vader Aron Iosifovitsj Knajfel en moeder Moeza Venjaminovna Sjapiro waren rond de geboortedatum van hun zoon geëvacueerd uit Leningrad, vanwege het beleg van Leningrad tijdens de Tweede Wereldoorlog. Een aanduiding van nationaliteit puur op basis van geboorteplaats in Oezbekistan is daarom niet geheel juist.
Hij groeide na die oorlog op in Leningrad en studeerde daar ook. Eerst de cello bij maestro Mstislav Rostropovitsj (1961-1963) en later compositie bij Boris Arapov (1964-1967). Deze twee klassiek ingestelde docenten konden niet voorkomen, dat Knaifel zich indeelde in de groep van avant-garde-componisten, hij vond in Andrej Volkonski, Edison Denisov, Alfred Schnittke, Sofia Goebaidoelina, Valentin Silvestrov, Leonid Chrabovski, Arvo Pärt en Tigran Mansoerjan gelijkgestemden. 
In 1979 werd Knajfel getroffen door een officiële ban op zijn werk; hij had met een aantal collegae muziekfestivals in het Westen bezocht. In de praktijk viel die ban mee, maar het was (waarschijnlijk) een middel om meer vrijheid te krijgen. Zijn avant-gardistische uitingen gingen grotendeels verloren tijdens zijn omslag gedurende de jaren 90, waarin hij als Pärt het over een geheel andere boeg gooide en ingetogen, introverte en veelal religieuze getinte muziek schreef. 
Zijn oeuvre bestaat anno 2009 uit meer dan 80 composities, die aangeduid kunnen worden als klassieke muziek, daarnaast heeft hij voor meer dan 40 films muziek gecomponeerd. Uitvoeringen van zijn werk zijn een moeilijke aangelegenheid. Sommige werken duren vrij lang, zoals het twee uur durende Agnus Dei (1985) en het even lange Nika (1974). In het eerste werk moeten de vier musici constant van muziekinstrument wisselen; het tweede is geschreven voor zeventien contrabassen. Solaris uit 1980 is geschreven voor 35 Javaanse gongs. 
Zijn grootste internationale triomfen vierde hij in Amsterdam bij de uitvoeringen van zijn opera Alice in Wonderland in 2001 en tijdens uitvoeringen in Stuttgart in 2005. In 2009 werd zijn muziek gespeeld tijdens een festival in het Ierse Louth, het festival was gewijd aan sacrale minimal music met ook werk van bijvoorbeeld John Cage, Philip Glass en eerdergenoemde Pärt. Gezien zijn stijl van componeren, is het niet verbazingwekkend dat zijn muziek voornamelijk is uitgegeven door de platenlabels Megadisc uit België en ECM Records uit Duitsland, die gespecialiseerd zijn in dit soort muziek.
Knaifel overleed op 27 juni 2024 op 80-jarige leeftijd.

## Oeuvre (selectief)
- The Ghost of Canterville, opera in 3 acten met proloog naar Oscar Wilde voor solisten en kamerorkest (1965-1966)
- Lamento (1967, bewerkt 1987) voor solocello (cd ECM Records)
- Medea, ballet in twee delen naar de Griekse sage (1968)
- Monody voor vrouwenstem (1968)
- The Silly Horse, 15 gedichten van V. Levin en F. Solasko voor vrouwenstem en piano (1981) (cd Megadisc MDC 7844: Tatjana Melentieva (soprano), Oleg Malov (piano)
- Agnus Dei voor vier muziekinstrumenten a capella (1985) (cd Megadisc 7808/07: Ensemble Musiques Nouvelles)
- God, ode naar Dersjavin voor koor en kinderkoor (1985)
- Litany I voor symfonieorkest (1988)
- Litany II voor orkest (1988)
- Through the Rainbow of Unvoluntary Tears voor sopraan en cello (1988)
- The Offer voor een koor aan strijkinstrumenten (1991)
- Svete Tichi (O Gladsome Light), song of the Most Holy Theotokos voor Tatjana Melentieva (1991) (cd ECM New Series 1763: Tatjana Melentieva (sopraan), Andrei Siegle (sampler)
- Yet again on the Hypothesis (Een dialoog met Johann Sebastian Bachs Prelude en Fuga in b mineur uit Das Wohltemperierte Klavier) voor solistisch instrumentaal ensemble (1991-1992)
- In any Forgetting of Exhaustion, postludium ter nagedachtenis van M.G. Orlovski voor kamerorkest (1992)
- Postludium voor sopraan en piano) (cd Megadisc MDC 7855: Tatjana Melentieva (sopraan), Oleg Malov (piano)
- The Jacob's Ladder, glossolalia of Thirteen voor koor (1992)
- The Eighth Chapter, canticum canticorum voor koor en cello (1993)
- In Air Clear en Unseen, stanzas met Tjoetsjev voor piano en strijkkwartet (1994) (cd ECM New Series 1763: Keller Quartet, Oleg Malov (piano))
- Blazjenstva (1996) (cd; ECM Records)
- Lux Aeterna voor twee cello's en psalmzangers (1998)
- Scarry March voor sopraan en piano (cd Megadisc MDC 7855: Tatjana Melentieva (sopraan), Oleg Malov (piano))
- Prayer to the Holy Spirit voor sopraan en piano (cd Megadisc MDC 7855: Tatjana Melentieva (soprano), Oleg Malov (piano))
- Alice in Wonderland, opera (2001)
- Amicta Sole, voor cello en koor (2005)
- EF en the Three Calling Cards of the Poet, strijktrio: Joachim Roewer, Elizabeth Cooney en Elizabeth Wilson world premiere in Irelen (2009)
- O Heavenly King (2009)

- Bibsys: 4068897
- Bibliothèque nationale de France: cb139535050 (data)
- CiNii: DA15745387
- Gemeinsame Normdatei: 130105414
- International Standard Name Identifier: 0000 0001 1456 0349
- Library of Congress Control Number: n82059397
- Nationale Bibliotheek van Letland: 000294399
- MusicBrainz: 4712b5cc-ed1b-4fb2-b5e9-cc02a2b9a29a
- Nationale Bibliotheek van Tsjechië: js20030721008
- Nationale Bibliotheek van Israël: 987007319657305171
- Nederlandse Thesaurus van Auteursnamen: 104825588
- Réseau des bibliothèques de Suisse occidentale: 02-A009278796
- SNAC: w681780m
- Système universitaire de documentation: 086949691
- Virtual International Authority File: 119464776
- WorldCat: E39PBJbRmYJR6YmbgYxMbTD8YP